# Malinta
Malinta és una població dels Estats Units a l'estat d'Ohio. Segons el cens del 2000 tenia 285 habitants.

## Demografia
Segons el cens del 2000, Malinta tenia 285 habitants, 113 habitatges, i 77 famílies. La densitat de població era de 142,9 habitants per km².